# 第56回有馬記念
第56回有馬記念（だい56かいありまきねん）は、2011年12月25日に中山競馬場で施行された競馬競走である。

## 概要
2007年から国際競走となっているが、5年連続で外国馬の出走はなかった。なお、同年の凱旋門賞馬・デインドリーム（ドイツ ）が予備登録を行っていたが、11月28日に出走を辞退した。

## ファン投票の結果
11月19日から12月4日までファン投票が行われ、11月24日に第1回中間発表、12月1日に第2回中間発表、12月8日に最終発表が行われた。最終の有効件数は15万5168件、有効投票総数は144万1286票だった。
以下の表において、出走馬は灰色の枠で表示する。
- 最終順位上位20頭

6位のアパパネ、10位のウインバリアシオンは休養に入ったため出走を回避。
12位のトゥザグローリーまでの10頭がファン投票選出による優先出走権を獲得。8位のペルーサは枠順発表後に左前脚の挫跖（蹄底に起きる炎症）を起こしたため出走取消。
| 最終順位 | 馬名               | 第1回  | 第1回 | 第2回  | 第2回 | 最終    | 出否      |
| 最終順位 | 馬名               | 票数   | 順位  | 票数   | 順位  | 票数    | 出否      |
| -------- | ------------------ | ------ | ----- | ------ | ----- | ------- | --------- |
| 1位      | ブエナビスタ       | 14,217 | 1     | 48,082 | 1     | 109,247 | 出走      |
| 2位      | オルフェーヴル     | 13,804 | 2     | 44,668 | 2     | 93,388  | 出走      |
| 3位      | ヴィクトワールピサ | 13,381 | 3     | 44,082 | 3     | 89,324  | 出走      |
| 4位      | ローズキングダム   | 10,459 | 4     | 32,681 | 4     | 68,397  | 出走      |
| 5位      | トーセンジョーダン | 8,092  | 6     | 27,229 | 6     | 62,784  | 出走      |
| 6位      | アパパネ           | 7,874  | 7     | 25,758 | 7     | 60,084  | 回避      |
| 7位      | アーネストリー     | 9,463  | 5     | 29,528 | 5     | 59,295  | 出走      |
| 8位      | ペルーサ           | 7,139  | 8     | 24,990 | 8     | 56,935  | 出走→取消 |
| 9位      | エイシンフラッシュ | 6,411  | 9     | 22,481 | 9     | 48,592  | 出走      |
| 10位     | ウインバリアシオン | 5,577  | 11    | 20,716 | 10    | 42,680  | 回避      |
| 11位     | ヒルノダムール     | 5,789  | 10    | 18,062 | 11    | 36,895  | 出走      |
| 12位     | トゥザグローリー   | 4,362  | 12    | 15,333 | 12    | 34,869  | 出走      |
| 13位     | オウケンブルースリ | 4,351  | 13    | 13,976 | 13    | 29,006  | 回避      |
| 14位     | ルーラーシップ     | 4,106  | 15    | 12,311 | 16    | 27,300  | 出走      |
| 15位     | レーヴディソール   | 4,290  | 14    | 13,658 | 14    | 26,749  | 回避      |
| 16位     | ホエールキャプチャ | 4,009  | 16    | 12,682 | 15    | 25,752  | 回避      |
| 17位     | ジャガーメイル     | 2,173  | 21    | 8,152  | 20    | 24,463  | 出走      |
| 18位     | ダークシャドウ     | 3,769  | 17    | 11,586 | 17    | 24,193  | 回避      |
| 19位     | アヴェンチュラ     | 2,656  | 18    | 8,887  | 18    | 18,901  | 回避      |
| 20位     | ナカヤマフェスタ   | 2,437  | 20    | 8,344  | 19    | 18,652  | 引退      |

- 最終登録を行った馬のうち、最終順位21位以下で100位までに入った馬の順位

| 最終順位 | 馬名             | 第1回 | 第1回 | 第2回 | 第2回 | 最終   | 出否 |
| 最終順位 | 馬名             | 票数  | 順位  | 票数  | 順位  | 票数   | 出否 |
| -------- | ---------------- | ----- | ----- | ----- | ----- | ------ | ---- |
| 24位     | マイネルキッツ   | 1,215 | 28    | 3,925 | 29    | 11,216 | 回避 |
| 43位     | レッドデイヴィス | 361   | 59    | 1,348 | 60    | 5,173  | 出走 |
| 48位     | シャドウゲイト   | 688   | 38    | 2,118 | 39    | 4,317  | 回避 |
| 87位     | キングトップガン | 188   | 83    | 624   | 86    | 1,747  | 出走 |

## レース施行前の状況

### 各競走の結果
| 施行日   | レース名                            | 着順 | 競走馬名           |
| -------- | ----------------------------------- | ---- | ------------------ |
| 06月26日 | 第52回宝塚記念（GI）                | 1着  | アーネストリー     |
| 06月26日 | 第52回宝塚記念（GI）                | 2着  | ブエナビスタ       |
| 09月25日 | 第57回オールカマー（GII）           | 1着  | アーネストリー     |
| 10月09日 | 第62回毎日王冠（GII）               | 1着  | ダークシャドウ     |
| 10月09日 | 第46回京都大賞典（GII）             | 1着  | ローズキングダム   |
| 10月23日 | 第72回菊花賞（GI）                  | 1着  | オルフェーヴル     |
| 10月23日 | 第72回菊花賞（GI）                  | 2着  | ウインバリアシオン |
| 10月30日 | 第144回天皇賞（秋）（GI）           | 1着  | トーセンジョーダン |
| 10月30日 | 第144回天皇賞（秋）（GI）           | 2着  | ダークシャドウ     |
| 11月06日 | 第49回アルゼンチン共和国杯（GII）   | 1着  | トレイルブレイザー |
| 11月13日 | 第36回エリザベス女王杯（GI）        | 1着  | スノーフェアリー   |
| 11月13日 | 第36回エリザベス女王杯（GI）        | 2着  | アヴェンチュラ     |
| 11月27日 | 第31回ジャパンカップ（GI）          | 1着  | ブエナビスタ       |
| 11月27日 | 第31回ジャパンカップ（GI）          | 2着  | トーセンジョーダン |
| 12月03日 | 第45回ステイヤーズステークス（GII） | 1着  | マイネルキッツ     |

### 登録及び各馬の状況
マイネルキッツは、最終追い切り後に鼻出血を発症し出走を回避した。

### 施行直前の状況
枠順は12月22日に発表された。
フルゲートに満たない14頭の出走であったが、全馬が重賞勝ち馬であり、そのうち9頭がGI勝ち馬という顔ぶれになった。また、この年の古馬中長距離路線GIレースを勝った馬が全て出走するという、近年稀に見る超豪華キャストでの発走となった。
過去2年連続2着のブエナビスタは、前走のジャパンカップで約1年ぶりの勝利を挙げ、健在ぶりをアピール。この競走を最後に引退することを発表しており、有終の美を飾るかに注目が集まっていた。
三冠馬オルフェーヴルは菊花賞以来の出走であり、古馬との対戦は初めてである。
その他には、前走のジャパンカップでは精彩を欠いたものの、同年のドバイワールドカップ優勝馬で、前年の有馬記念の優勝馬でもあるヴィクトワールピサ、前年のジャパンカップ優勝馬で同年の京都大賞典にも優勝したローズキングダム、同年の天皇賞（秋）に優勝し、ジャパンカップでも僅差の2着と本格化したトーセンジョーダン、同年の宝塚記念とのグランプリ連覇を狙うアーネストリーらが出走した。
ファン投票8位のペルーサは、左前肢の挫跖のためレース前日に出走取り消しとなった。

## 出走馬と枠順
2011年12月25日　第5回中山競馬第8日目　第10競走
天気：晴、馬場状態：良、発走時刻：15時25分
負担重量は4歳以上牡馬57kg、4歳以上牝馬及び3歳牡馬55kg、全馬日本（）調教馬。
| 枠番 | 馬番 | 競走馬名           | 性齢  | 騎手              | 調教師     | オッズ        | ファン投票 |
| ---- | ---- | ------------------ | ----- | ----------------- | ---------- | ------------- | ---------- |
| 1    | 1    | ブエナビスタ       | 牝5   | 岩田康誠          | 松田博資   | 3.2（2人）    | 1位        |
| 2    | 2    | ヴィクトワールピサ | 牡4   | M・デムーロ       | 角居勝彦   | 10.2（4人）   | 3位        |
| 3    | 3    | ヒルノダムール     | 牡4   | 藤田伸二          | 昆貢       | 30.4（8人）   | 11位       |
| 3    | 4    | ペルーサ           | 牡4   | 安藤勝己          | 藤沢和雄   | 取消          | 8位        |
| 4    | 5    | エイシンフラッシュ | 牡4   | C・ルメール       | 藤原英昭   | 26.8（7人）   | 9位        |
| 4    | 6    | キングトップガン   | 牡8   | 柴田善臣          | 鮫島一歩   | 132.9（13人） | 87位       |
| 5    | 7    | トゥザグローリー   | 牡4   | 福永祐一          | 池江泰寿   | 47.1（9人）   | 12位       |
| 5    | 8    | ローズキングダム   | 牡4   | 後藤浩輝          | 橋口弘次郎 | 51.1（10人）  | 4位        |
| 6    | 9    | オルフェーヴル     | 牡3   | 池添謙一          | 池江泰寿   | 2.2（1人）    | 2位        |
| 6    | 10   | トーセンジョーダン | 牡5   | C・ウィリアムズ   | 池江泰寿   | 9.2（3人）    | 5位        |
| 7    | 11   | ジャガーメイル     | 牡7   | 四位洋文          | 堀宣行     | 77.1（12人）  | 17位       |
| 7    | 12   | アーネストリー     | 牡6   | 佐藤哲三          | 佐々木晶三 | 13.6（5人）   | 7位        |
| 8    | 13   | レッドデイヴィス   | せん3 | 武豊              | 音無秀孝   | 18.2（6人）   | 43位       |
| 8    | 14   | ルーラーシップ     | 牡4   | I・メンディザバル | 角居勝彦   | 52.9（11人）  | 14位       |

## レース結果

### レース展開
スタートで目立った出遅れはなかった。まずアーネストリーが先手を奪い、ヴィクトワールピサ、トーセンジョーダン、ブエナビスタら上位人気馬がそれに続く。その後ろにはエイシンフラッシュ、ヒルノダムール、レッドデイヴィス、トゥザグローリーらがつけた。一方、1番人気のオルフェーヴルは後方2・3番手からの追走となった。前年同様に、積極的に飛ばしていく逃げ馬が不在だったこともありペースは上がらず、最初の1000mの通過は63.8秒という近年稀に見る超スローペースとなった。
隊列は特に変わることなく3コーナーまで進んだが、菊花賞のときと同様にここからオルフェーヴルが馬群の外を徐々に上がっていく。直線に入ったところではアーネストリーが先頭を守っており、直後にヴィクトワールピサ、その後にブエナビスタ、エイシンフラッシュ、トーセンジョーダン、オルフェーヴルが並んでいた。ここからオルフェーヴルが抜け出し、エイシンフラッシュも馬体を併せるようにのびたが差は詰まらない。ゴール前ではトゥザグローリー、ルーラーシップらも迫ってきたが、上位を脅かすまでには至らず、オルフェーヴルが三冠競走に続くGI4勝目を挙げた。一方、これが引退レースであり2番人気に支持されたブエナビスタは直線で伸びを欠き、国内では初めて掲示板を外す7着に終わった。

### レース着順
| 着順 | 馬番 | 競走馬名           | タイム | 着差  | 上がりタイム |
| ---- | ---- | ------------------ | ------ | ----- | ------------ |
| 1    | 9    | オルフェーヴル     | 2:36.0 |       | 33.3         |
| 2    | 5    | エイシンフラッシュ | 2:36.1 | 3/4   | 33.6         |
| 3    | 7    | トゥザグローリー   | 2.36.1 | クビ  | 33.3         |
| 4    | 14   | ルーラーシップ     | 2:36.2 | 3/4   | 33.2         |
| 5    | 10   | トーセンジョーダン | 2:36.3 | クビ  | 33.9         |
| 6    | 3    | ヒルノダムール     | 2:36.4 | 3/4   | 33.7         |
| 7    | 1    | ブエナビスタ       | 2.36.5 | 3/4   | 34.1         |
| 8    | 2    | ヴィクトワールピサ | 2:36.5 | ハナ  | 34.3         |
| 9    | 13   | レッドデイヴィス   | 2:36.5 | クビ  | 34.1         |
| 10   | 12   | アーネストリー     | 2:36.6 | クビ  | 34.6         |
| 11   | 11   | ジャガーメイル     | 2:36.8 | 1.1/2 | 34.2         |
| 12   | 8    | ローズキングダム   | 2:37.1 | 2     | 34.0         |
| 13   | 6    | キングドップガン   | 2:37.4 | 1.3/4 | 34.5         |
| 取消 | 4    | ペルーサ           |        |       |              |

### データ
| 1000m通過タイム     | 63.8秒（アーネストリー） |
| 上がり4ハロン       | 45.9秒                   |
| 上がり3ハロン       | 34.0秒                   |
| 優勝馬上がり3ハロン | 33.3秒                   |
| 最速上がり3ハロン   | 33.2秒（ルーラーシップ） |

### 払戻
| 単勝   | 9     | 220円    |
| 複勝   | 5     | 490円    |
| 複勝   | 7     | 740円    |
| 複勝   | 9     | 140円    |
| 枠連   | 4-6   | 2,500円  |
| 馬連   | 5-9   | 3,170円  |
| 馬単   | 9-5   | 3,650円  |
| 3連複  | 5-7-9 | 24,290円 |
| 3連単  | 9-5-7 | 78,260円 |
| ワイド | 5-7   | 5,630円  |
| ワイド | 5-9   | 1,020円  |
| ワイド | 7-9   | 1,660円  |

## 達成された記録
- オルフェーヴルは、兄・ドリームジャーニーと史上初の兄弟制覇を達成。
- 池添謙一騎手はクラシック三冠など年間GI6勝達成。有馬記念は2009年のドリームジャーニー以来となる2勝目となり、GIは通算17勝目。重賞は53勝目。
- 武豊騎手はデビューから続いていた連続年中央GI勝利記録が23で途絶えた。
- 勝ちタイム2:36.0は国際GI指定後の同レース最遅記録（2024年現在）[注 2]
- ルーラーシップが上がり3ハロン33秒2を記録しており、これは2006年優勝馬ディープインパクト・前年2着馬ブエナビスタの33秒8を上回る同レース最速記録となっている（2024年現在）

## 入場者数・レース売り上げ
- 入場人員：11万5065人[4][注 3]
- 売上金：393億596万500円[5][注 4]

## テレビ・ラジオ中継
本レースのテレビ・ラジオ放送の実況担当者（主要局）
- 日本放送協会（NHK）：福澤浩行[6]
- ラジオNIKKEI：舩山陽司
- フジテレビ：三宅正治
  - 解説：岡部幸雄（元JRA騎手）、松本ヒロシ（競馬エイト）
  - パドック実況：青嶋達也
  - 勝利ジョッキーインタビュー：吉田伸男
    - 三宅は、2012年4月から大塚範一の後任としてめざましテレビの総合司会を務めることとなったため、2012年3月限りでスポーツアナウンサーを引退した。そのため、この第56回有馬記念の実況アナウンスが公式なスポーツ中継番組での最後の実況となった[7]。尚翌2012年から2年間と2017年以降は後輩の青嶋達也、2014年から3年間は同じく後輩の塩原恒夫が担当した。

## エピソード
- プレゼンターは片瀬那奈が務めた[8]。
- 中山競馬場の全レース終了後に、ブエナビスタの引退式が行われた[9]。